# Turbihāl
Turbihāl är en ort i Indien.   Den ligger i distriktet Raichur och delstaten Karnataka, i den södra delen av landet, 1 400 km söder om huvudstaden New Delhi. Turbihāl ligger 436 meter över havet och antalet invånare är 12 356.
Terrängen runt Turbihāl är platt, och sluttar österut. Runt Turbihāl är det ganska tätbefolkat, med 248 invånare per kvadratkilometer. Närmaste större samhälle är Sindhnūr, 17,1 km öster om Turbihāl. Trakten runt Turbihāl består till största delen av jordbruksmark.